# Cylindrophis ruffus
Rắn trun (tên khoa học: Cylindrophis ruffus) là một loài rắn trong họ Cylindrophiidae. Loài này được Laurenti mô tả khoa học đầu tiên năm 1768 dưới danh pháp Anguis ruffa.
Loài rắn này được tìm thấy ở Myanmar và miền nam Trung Quốc (Phúc Kiến, Hồng Kông và đảo Hải Nam), phía nam tới Việt Nam, Lào, Campuchia, Thái Lan, bán đảo Mã Lai và Đông Ấn đến Indonesia (quần đảo Riau, Sumatra, Bangka, Borneo, Java, Sulawesi, Buton và quần đảo Sula. Khu vực điển hình được ghi lại là "Surinami" (tức Surinam, có thể là do nhầm lẫn).

## Hình ảnh

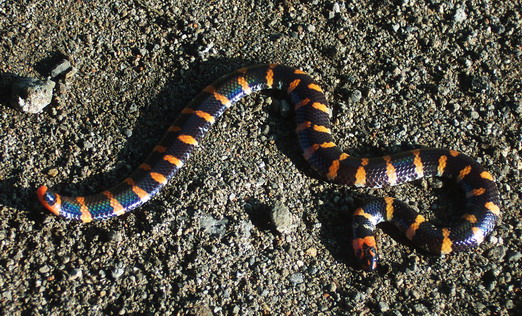
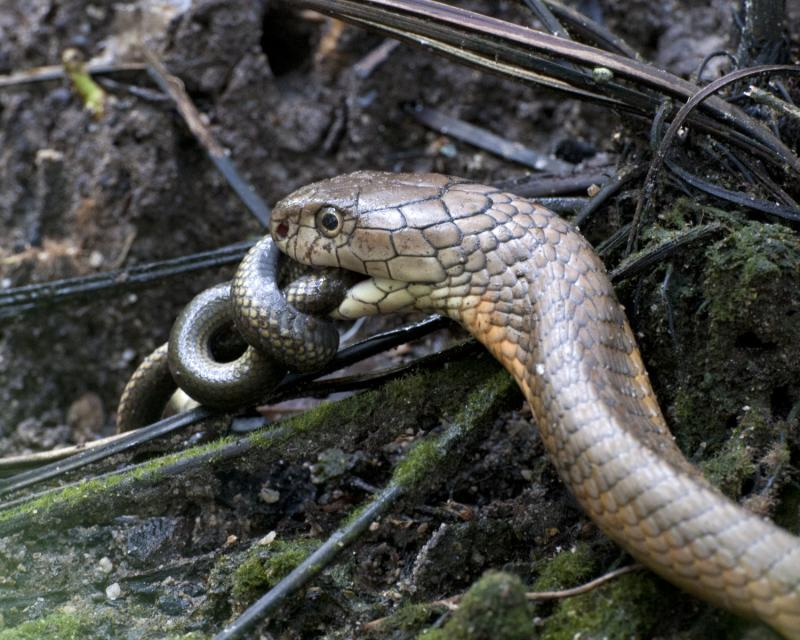
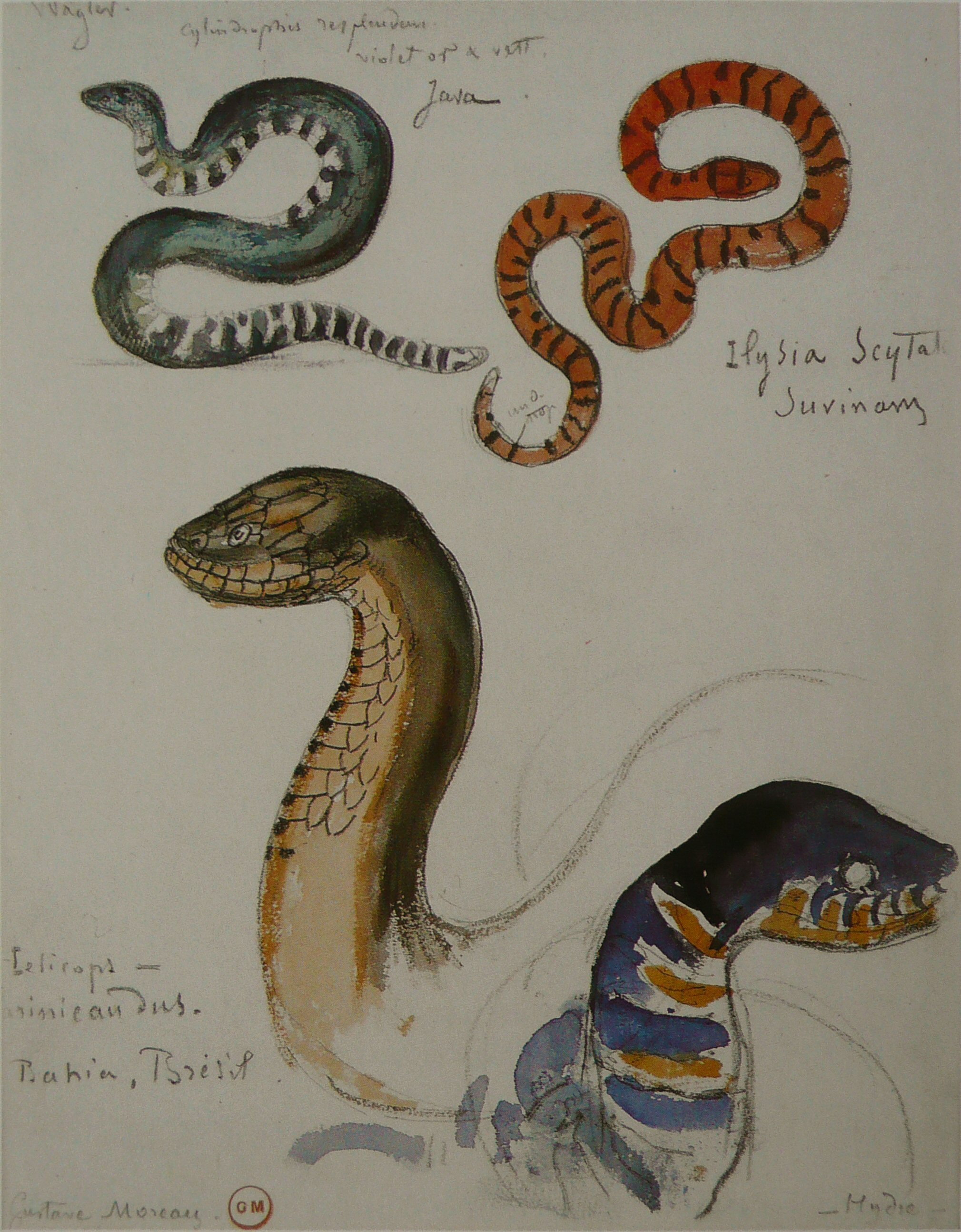